# 400 (număr)
400 (patru sute) este un număr natural precedat de 399 și urmat de 401.

## În matematică
400 este:
- un număr Harshad[1]
- un număr practic[1]
- un număr rotund.[2][3]

## În alte domenii
Luna este de 400 de ori mai mică decât Soarele și de aproximativ 400 de ori mai aproape de Pământ decât Soarele.